# Alessandro II Gonzaga
Alessandro II Gonzaga (Novellara, 1611 – Novellara, 17 settembre 1644) è stato un nobile italiano, conte di Novellara e Bagnolo dal 1640 al 1644.

## Biografia
Alessandro era figlio di Camillo II Gonzaga, conte di Novellara e Bagnolo e di Caterina d'Avalos, figlia di Alfonso Felice d'Avalos d'Aragona; successe al padre nella titolarità del feudo nel 1640, quando questi abdicò in suo favore.
Nell'agosto del 1629 si stabilì in Ferrara contratto di matrimonio con Anna Maria Bevilacqua, figlia di Ernesto Bevilacqua marchese di Bismantova e di Donna Felice Sassatelli figlia del conte Antonio Maria Sassatelli patrizio di Imola; il 5 febbraio 1630 a Ferrara, la promessa sposa morì di peste prima del matrimonio. La madre di Anna dispose, in accordo con il conte Camillo II Gonzaga, che il feretro in processione fosse ornato ugualmente dagli stemmi uniti dei Bevilacqua e dei Gonzaga.
Alessandro resse la Contea di Novellara e Bagnolo per soli quattro anni.
Morì nella Rocca di Novellara il 17 settembre 1644, lasciando nuovamente il potere ed il governo della contea nelle mani del padre Camillo II Gonzaga.

## Discendenza
Alessandro probabilmente non ebbe discendenza legittima.
Ma ebbe una figlia forse naturale:
- Bianca (? – 1648), monaca “suor Massimilla” nel monastero delle Serve di Maria a Mantova.

## Ascendenza
|                              |                               |                            | Genitori                       |  |  | Nonni |  |  | Bisnonni             |  |  | Trisnonni          |  |
|                              |                               |                            |                                |  |  |       |  |  | Alessandro I Gonzaga |  |  | Giampietro Gonzaga |  |
|                              |                               |                            |                                |  |  |       |  |  | Alessandro I Gonzaga |  |  | Giampietro Gonzaga |  |
|                              |                               | Caterina Torelli           |                                |  |  |       |  |  | Alessandro I Gonzaga |  |  |                    |  |
| Alfonso I Gonzaga            |                               |                            |                                |  |  |       |  |  | Alessandro I Gonzaga |  |  |                    |  |
|                              |                               | Costanza da Correggio      | Giberto VII da Correggio       |  |  |       |  |  |                      |  |  |                    |  |
|                              |                               | Costanza da Correggio      | Giberto VII da Correggio       |  |  |       |  |  |                      |  |  |                    |  |
|                              |                               | Costanza da Correggio      | Violante Pico                  |  |  |       |  |  |                      |  |  |                    |  |
| Camillo II Gonzaga           |                               | Costanza da Correggio      |                                |  |  |       |  |  |                      |  |  |                    |  |
|                              |                               | Giovanni Tommaso di Capua  | Francesco di Capua             |  |  |       |  |  |                      |  |  |                    |  |
|                              |                               | Giovanni Tommaso di Capua  | Francesco di Capua             |  |  |       |  |  |                      |  |  |                    |  |
|                              |                               | Giovanni Tommaso di Capua  | Laudomia Arcamone              |  |  |       |  |  |                      |  |  |                    |  |
| Vittoria di Capua            |                               | Giovanni Tommaso di Capua  |                                |  |  |       |  |  |                      |  |  |                    |  |
|                              |                               | Faustina Colonna           | Camillo Colonna di Zagarolo    |  |  |       |  |  |                      |  |  |                    |  |
|                              |                               | Faustina Colonna           | Camillo Colonna di Zagarolo    |  |  |       |  |  |                      |  |  |                    |  |
|                              |                               | Faustina Colonna           | Vittoria Colonna               |  |  |       |  |  |                      |  |  |                    |  |
| Alessandro II Gonzaga        |                               | Faustina Colonna           |                                |  |  |       |  |  |                      |  |  |                    |  |
|                              | Francesco Ferdinando d'Avalos | Alfonso III d'Avalos       |                                |  |  |       |  |  |                      |  |  |                    |  |
|                              | Francesco Ferdinando d'Avalos | Alfonso III d'Avalos       |                                |  |  |       |  |  |                      |  |  |                    |  |
|                              | Francesco Ferdinando d'Avalos | Maria d'Aragona            |                                |  |  |       |  |  |                      |  |  |                    |  |
| Alfonso Felice d'Avalos      | Francesco Ferdinando d'Avalos |                            |                                |  |  |       |  |  |                      |  |  |                    |  |
|                              |                               | Isabella Gonzaga           | Federico II Gonzaga            |  |  |       |  |  |                      |  |  |                    |  |
|                              |                               | Isabella Gonzaga           | Federico II Gonzaga            |  |  |       |  |  |                      |  |  |                    |  |
|                              |                               | Isabella Gonzaga           | Margherita Paleologa           |  |  |       |  |  |                      |  |  |                    |  |
| Caterina d'Avalos            |                               | Isabella Gonzaga           |                                |  |  |       |  |  |                      |  |  |                    |  |
|                              |                               | Guidobaldo II Della Rovere | Francesco Maria I Della Rovere |  |  |       |  |  |                      |  |  |                    |  |
|                              |                               | Guidobaldo II Della Rovere | Francesco Maria I Della Rovere |  |  |       |  |  |                      |  |  |                    |  |
|                              |                               | Guidobaldo II Della Rovere | Eleonora Gonzaga Della Rovere  |  |  |       |  |  |                      |  |  |                    |  |
| Lavinia Feltria Della Rovere |                               | Guidobaldo II Della Rovere |                                |  |  |       |  |  |                      |  |  |                    |  |
|                              |                               | Vittoria Farnese           | Pier Luigi Farnese             |  |  |       |  |  |                      |  |  |                    |  |
|                              |                               | Vittoria Farnese           | Pier Luigi Farnese             |  |  |       |  |  |                      |  |  |                    |  |
|                              |                               | Vittoria Farnese           | Gerolama Orsini                |  |  |       |  |  |                      |  |  |                    |  |
|                              |                               | Vittoria Farnese           |                                |  |  |       |  |  |                      |  |  |                    |  |